# Улица Карьер
Улица Карье́р — улица, расположенная на юго-западе Москвы в Юго-западном административном округе (ЮЗАО), входящая в состав района Академический. Начинается от Новочерёмушкинской улицы (сквозного проезда со стороны Новочерёмушкинской улицы нет) и соединяется с 4-м Загородным проездом в районе грузовой станции Канатчиково МК МЖД. Находится в промзоне.

## Происхождение названия
Названа в 1940-х годах по находившимся вблизи карьерам Черёмушкинского кирпичного завода.